# Smith River (Liard River)
Der Smith River ist ein ca. 115 km langer linker Nebenfluss des Liard River im kanadischen Yukon-Territorium und in der Provinz British Columbia. Einschließlich dem Spruce Creek beträgt die Gesamtflusslänge etwa 200 km. 

## Flusslauf
Er bildet den Abfluss des Lower Toobally Lake im Süden des Yukon-Territoriums und fließt in südlicher Richtung über die Provinzgrenze nach British Columbia. Der Ort Smith River liegt unweit des Flusslaufs südwestlich der Einmündung des Shaw Creek. Etwa 2 Kilometer oberhalb der Mündung in den Liard River überwindet der Smith River die 35 m hohen und 10 m breiten Smith River Falls. Der 
254 ha große Smith River Falls-Fort Halkett Provinicial Park umfasst die letzten Kilometer des Flusses einschließlich des Smith River Falls-Wasserfalls und des früheren Standortes des HBC-Handelspostens Fort Halkett. Der British Columbia Highway 97 (Alaska Highway) überquert den Fluss etwa einen Kilometer oberhalb der Mündung.
Der Smith River entwässert ein Areal von 3740 km². Der mittlere Abfluss beträgt 26,4 m³/s. Zwischen Mai und Juli treten die höchsten Abflüsse auf.